# Castelo de Herstmonceux

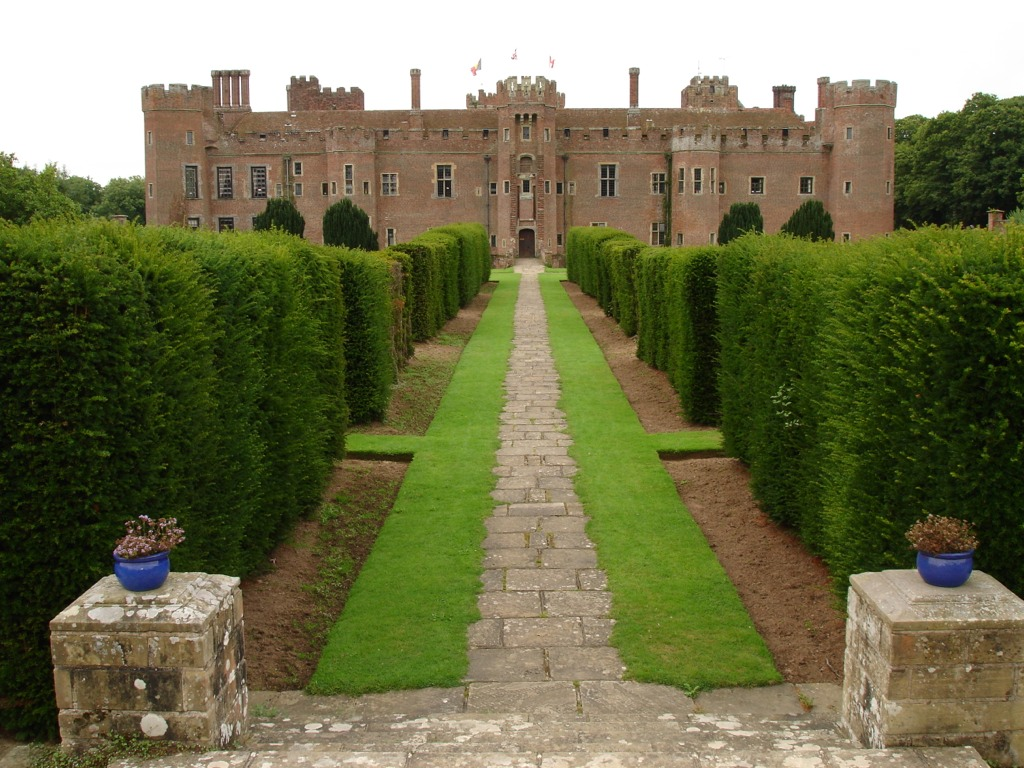
Fachada norte.

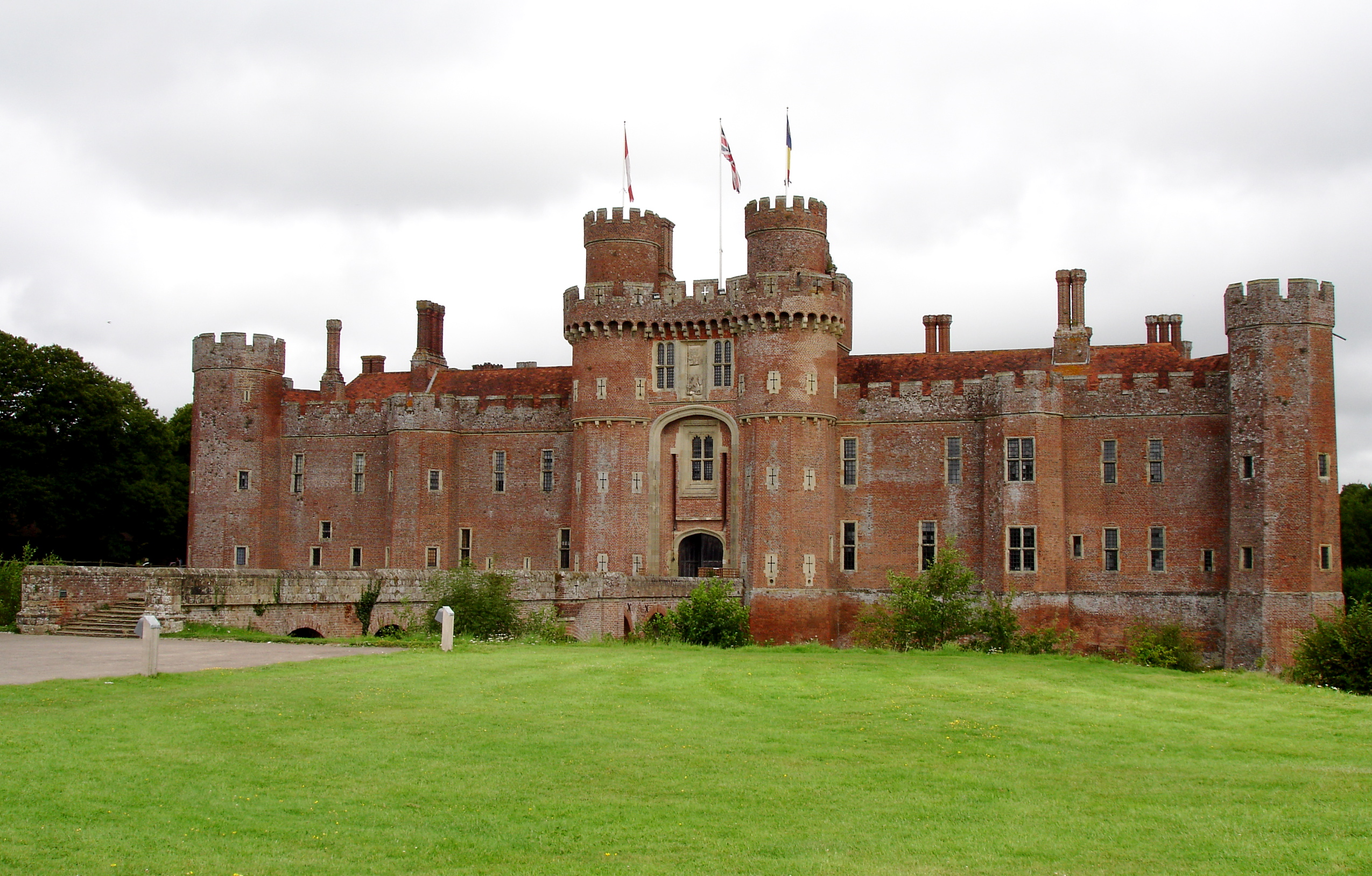
Fachada sul.

O Castelo de Herstmonceux (em inglês: Herstmonceux Castle) é um castelo Tudor construído em tijolo, localizado nas proximidades de Herstmonceux, East Sussex, Inglaterra. Actualmente, é sede do Centro Bader de Estudos Internacionais da Queen's University, Canadá.

## História
A primeira evidência escrita da existência do assentamento de Herst aparece no Domesday Book de Guilherme, o Conquistador, o qual regista que um dos mais chegados apoiantes de Guilherme concedeu o arrendamento do solar em Herst a um homem chamado "Wilbert". Em finais do século XII, a família que residia no solar em Herst tinha um estatuto considerável. Contas escritas mencionam uma dama chamada Idonea de Herst, que casou com um nobre normando chamado Ingelram de Monceux. Mais ou menos na mesma época, o solar começou a ser chamado de "Herst of the Monceux" ("Herst dos Monceux"), um nome que posteriormente se tornaria Herstmonceux.

### O castelo inicial
Um descendente da família Monceux, Roger Fiennes, acabou por ser responsável pela construção do Castelo de Herstmonceux, no condado de Sussex. Sir Roger foi nomeado Tesoureiro da Casa de Henrique VI (Treasurer of the Household) eprecisava duma casa que representasse um homem da sua posição, pelo que começou, em 1441, a construção do castelo no sítio do antigo solar. Foi a sua posição como tesoureiro que lhe permitiu gastar 3.800 libras na construção do castelo original. O resultado não é uma estrutura defensiva, mas uma residência palaciana num arcaico, e auto-consciente, estilo de castelo.
A devassidão do 15º Barão Dacre, herdeiro da família Fiennes, forçou-o a vender a propriedade, em 1708, a George Naylor, um advogado de Lincoln’s Inn em Londres. O neto de Naylor seguiu o conselho do arquitecto Samuel Wyatt de reduzir o castelo a uma pitoresca ruína pela demolição do interior. Thomas Lennard, 16º Baron Dacre, foi suficientemente cuidadoso para encomendar o registo do edifício a James Lamberts of Lewes. O castelo foi desmantelado em 1777, dexando as paredes exteriores de pé e permanecendo em ruínas até ao início do século XX.

### Século XX

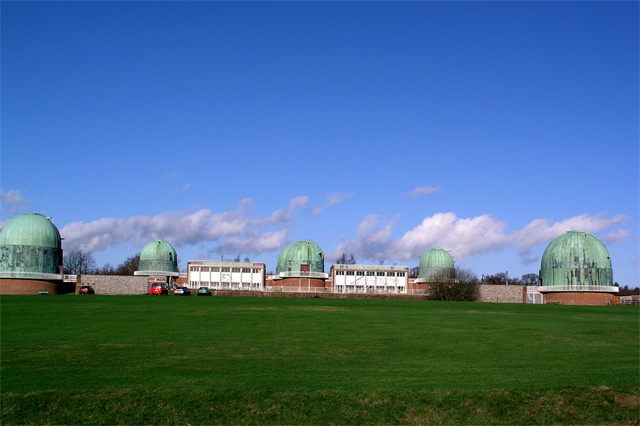
Antigo Observatório Real nos terrenos do Castelo de Herstmonceux.

Obras de restauro radicais foram empreendidas pelo Coronel Lowther, em 1913, de forma a transformar o arruinado edifício numa residência, completada para Sir Paul Latham, em 1933, pelo disinto arquitecto Walter Godfrey. Os interiores existentes datam, em grande medida, deste período, incorporando antiguidades arquitectónicas da Inglaterra e da França. A principal alteração planeada foi a combinação dos quatro pátios internos num único grande pátio. As obras de restauro, vistas como o ápice das realizações arquitectónicas de Godfrey, foram descritas pelo crítico Nikolaus Pevsner como executadas "exemplarmente".
Actualmente é um dos mais antigos edifícios de tijolo significativos que ainda se erguem na Inglaterra; o tijolo era um material relativamente incomum naquela época na Grã-Bretanha. Os construtores do Castelo de Herstmonceux concentraram-se mais na grandeza e no conforto que na defesa para produzir uma propriedade verdadeiramente magnífica.
A propriedade passou pelas mãos de vários proprietários privados, como se pode ver na lista abaixo, até ser vendidoa, em 1946, ao Almirantado. Em 1957, os terrenos do Castelo de Herstmonceux tornaram-se numa sede do Observatório Real de Greenwich (Royal Greenwich Observatory), que ali permaneceu até 1988, quando o observatório se mudou para Cambridge. Vários dos telescópios ainda permanecem ali, mas o maior deles, (o Telescópio Isaac Newton) foi transferido para La Palma, Ilhas Canárias, na década de 1970. A propriedade ainda mantêm os edifícios dos telescópios Newton e Equatorial, os quais foram convertidos no centro de ciência interactivo para crianças de escola.

### Centro de Estudos Internacionais
Em 1992, o licenciado da Queen's University, Alfred Bader, soube que o castelo se encontrava vago. Ofereceu-se para comprar o edifício para a sua esposa, mas ela recusou por achar que tinha "demasiadas salas para limpar". Mais tarde, Bader contactou o então Principal da Queen's University, David Chadwick Smith, perguntando-lhe se o castelo poderia entrar nos planos da escola, possivelmente como um centro de estudos internacionais. Em 1994, depois de intensas renovações, o sonho de Bader tornou-se realidade e o Centro de Estudos Internacionais da Queen's University abriu as suas portas para ps primeiros estudantes.
O Centro de Estudos Internacionais (International Study Centre, ISC) acolhe principalmente estudantes a fazer uma licenciatura. No verão, aproximadamente 60 alunos de leis chamam lar ao centro durante um programa de estudos intensivos, tanto de Lei de Negócios Internacional e Lei Pública Internacional, como de Lei Internacional Comparada.
Em Janeiro de 2009, o ISC foi renomeado como Centro Bader de Estudos Internacionais (Bader International Study Centre), em honra do seu fundador.

## Aparições na ficção
- O castelo foi usado para filmar parte da A Cadeira de Prata, uma adaptação da BBC, datada de 1990, do livro de C. S. Lewis, uma das Crónicas de Nárnia.
- anto o castelo como os seus jardins foram usados pelos comediantes Reeves e Mortimer para um dos seus sketches Mulligan e O'Hare.
- m Agosto de 2002, a Coca-Cola Company arrendou o castelo para usá-lo como parte do prémio duma campanha publicitária temática do Harry Potter - o castelo servia como "Hogwarts" num dia de actividades relacionadas com Hary Potter para os vencedores da campanha.
- Uma "pintura" do castelo foi usada como um objecto mágico amaldiçoado no programa televisivo norte-americano Charmed - episódio 2.3, The Painted World.

## Eventos
O Castelo de Herstmonceux acolhe vários eventos populares ao longo do verão. Os fins-de-semana de temática medieval, apresentados pela Medieval Siege Society], são particularmente favoritos.

## Proprietários do solar e do Castelo de Herstmonceux
- 1066 - Edmer, um padre;
- 1086 - Wilbert, tenente-em-chefe;
- c. 1200 - Idonea de Herst (casou com Ingelram de Monceux);
- 1211 - o seu filho, Waleran de Monceux;
- 1216 - o seu filho, William de Monceux;
- ?   - o seu filho, Waleran de Monceux;
- 1279 - o seu filho, John de Monceux;
- 1302 - o seu filho, John de Monceux;
- 1316 - o seu filho, John de Monceux;
- 1330 - a sua irmã, Maud de Monceux (casou com Sir John Fiennes);
- 1351 - o filho mais velho de William Fiennes;
- 1359 - o seu filho, Sir William Fiennes;
- 1402 - o seu filho, Sir Roger Fiennes (construiu o Herstmonceux Castle);
- 1449 - o seu filho, Sir Richard Fiennes (casou com Joan de Dacre, Baronesa Dacre de Gilsland);
- 1483 - o seu neto, Sir Thomas Fiennes;
- 1533 - Sir Thomas Fiennes;
- 1541 - o seu filho mais velho, Thomas Fiennes;
- 1553 - o seu irmão, Gregory Fiennes;
- 1594 - a sua irmã, Margaret Fiennes (casou com Sampson Leonard);
- 1612 - o seu filho, Sir Henry Leonard;
- 1616 - o seu filho, Richard Leonard;
- 1630 - o seu filho, Francis Leonard;
- 1662 - o seu filho, Thomas Leonard, 1º Conde de Sussex;
- 1708 - propriedade comprada por George Naylor por £38.215;
- 1730 - o seu sobrinho, Francis Naylor;
- 1775 - o seu meio-irmão, Robert Hare (que demoliu o castelo em 1776);
- ?   - o seu filho, Francis Hare Naylor;
- 1807 - comprado por Thomas Reed Kemp;
- 1819 - comprado por John Gillon MP;
- 1846 - comprado por Herbet Barrett Curteis MP;
- ?   - o seu filho Herbert Mascall Curteis;
- ?   - o seu filho Herbert Curteis;
- 1911 - comprado pelo Lugartenente-Coronel Claude Lowther (começam os restauros);
- 1929 - comprado por Reginald Lawson;
- 1932 - comprado por Sir Paul Latham (completado o restauro sob Walter Godfrey);
- 1946 - comprado pelo H.M. Admiralty para o Royal Observatory;
- 1965 - transferido para o Science Research Council;
- 1989 - comprado pelos James Developments, transferido para um receptor, o Guinness Mahon Bank;
- 1993 - comprado pela Queen's University, Ontário (Canadá) como uma generosa oferta dos Drs. Alfred e Isabel Bader.

## Literatura
- John Goodall in Burlington Magazine (Agosto de 2004).
- Nairn, Ian; e Nikolaus Pevsner. Sussex (Buildings of England series). Londres: Penguin Books